# Collatia
Collatia war eine antike Stadt in Latium und lag an der nach ihr benannten Via Collatina.
Zur Zeit des frühen römischen Reichs lag Collatia höchstwahrscheinlich ca. 15 km nordöstlich außerhalb Roms, heute ist der Ort Teil des Municipio delle Torri (VIII) nahe an der Ausfahrt Nr. 14 des Grande Raccordo Anulare. Es existieren auch unbewiesene Vermutungen, dass Collatia auf dem Ortsgebiet der heutigen Kommune Castellaccio südöstlich von Rom lag. Bisher wurden keine Ruinen der Stadt gefunden, doch es gibt Anzeichen dafür, dass diese unter dem mittelalterlichen, ca. 752 erstmals erwähnten befestigten Landsitz Castello di Lunghezza und dem daran angrenzenden kleinen mittelalterlichen Stadtviertel aus dem 13. Jahrhundert liegen könnten.
Auch die antiken Quellen bieten wenig: Während Titus Livius vermutet, die Stadt sei von den Sabinern bewohnt gewesen und von Rom erobert worden, bezeichnet Dionysios von Halikarnassos sie als latinische Stadt.  Zu Ciceros Zeit scheint sie schon nicht mehr existiert zu haben, und Strabon bezeichnet sie als einen Weiler. Plinius der Ältere zählt Collatia zu den untergegangenen Städten Latiums.
Collatia ist eng verbunden mit der sagenhaften Vertreibung des letzten römischen Königs Lucius Tarquinius Superbus im Jahr 509 v. Chr. Der Sage nach lebten in dem Ort Lucius Tarquinius Collatinus und seine Frau Lucretia. Nachdem Lucretia von Sextus Tarquinius, einem Sohn des Königs, vergewaltigt worden war, beging diese Selbstmord. Ihr Leichnam wurde von ihrem Ehemann und Lucius Iunius Brutus auf das Forum des Ortes gebracht, wo Brutus das Volk gegen Superbus aufwiegelte, was schließlich zu dessen Vertreibung aus Rom führte. Collatinus und Brutus sollen danach die ersten Konsuln Roms geworden sein.